# Manual de MLA
MLA Handbook, anteriormente MLA Handbook for Writers of Research Papers, es un manual que establece un sistema para documentar las fuentes bibliográficas en la escritura académica. Es publicado por la Modern Language Association, con sede en los Estados Unidos. Según la organización, su estilo MLA "ha sido ampliamente adoptado para la instrucción en el aula y utilizado en todo el mundo por académicos, editores de revistas, prensa académica y comercial".
El Manual de MLA inició como una versión abreviada del Manual de estilo de MLA. Ambas son guías de estilo académico que se utilizan ampliamente en los Estados Unidos, Canadá y otros países, y brindan pautas para escribir y documentar investigaciones en ciencias sociales y humanidades, así como los estudios de inglés (incluido el idioma inglés, la escritura y la literatura escrita en inglés). ); el estudio de otras lenguas y literaturas modernas, incluida la literatura comparada ; crítica literaria ; estudios de medios ; estudios culturales ; y disciplinas afines. Lanzada en abril de 2016, la octava edición del Manual MLA (al igual que sus ediciones anteriores) está dirigida principalmente a profesores y estudiantes universitarios y de escuelas secundarias y pregrados.
MLA anunció en abril de 2016 que el Manual de MLA sería de ahora en adelante "la fuente autorizada para el estilo de MLA", y que la tercera edición de 2008 del Manual de estilo de MLA sería la edición ampliada.

## Historia
El Manual MLA surgió de la Hoja de estilo MLA de 1951, un estándar "más o menos oficial" de 28 páginas. Las primeras cinco ediciones, publicadas entre 1977 y 1999, se titularon MLA Handbook for Writers of Research Papers, Theses, and Dissertations. La sexta edición de 2003 cambió el título a MLA Handbook for Writers of Research Papers .
Publicado en la primavera de 2016, cambia la estructura de la lista de obras citadas, más directamente al agregar abreviaturas para volúmenes y números (vol. y no.), páginas (p. o pp.), sin abreviar palabras como "editor" o " traductor", utilizando URL en la mayoría de los casos (aunque prefiriendo DOI, como en APA), y no favoreciendo el medio de publicación. La novena edición, en 2021, proporciona más ejemplos, recomienda un lenguaje más inclusivo y advierte que las URL son opcionales, siendo preferibles el DOI y los enlaces permanentes. La novena edición también proporciona reglas para las bibliografías anotadas.

## Ediciones
La siguiente tabla permite identificar el año de publicación de cada nueva edición del Manual MLA.
| Edición | Año  |
| ------- | ---- |
| 1       | 1977 |
| 2       | 1984 |
| 3       | 1988 |
| 4       | 1995 |
| 5       | 1999 |
| 6       | 2003 |
| 7       | 2009 |
| 8       | 2016 |
| 9       | 2021 |

## Manual de estilo MLA
El estilo bibliográfico MLA se utiliza en estudios de humanidades, especialmente en lenguas y literaturas modernas, literatura comparada, crítica literaria, estudios de medios, estudios culturales y disciplinas relacionadas.